# Os Pinos
Os pinos es un poema del escritor y poeta gallego Eduardo Pondal publicado dentro de su obra Queixumes dos pinos en 1886. Consta de 10 estrofas, de las cuales las cuatro primeras constituyen la letra del actual Himno de Galicia, adoptado oficialmente tras la aprobación del Estatuto de autonomía de Galicia de 1981, al que puso música, en un trabajo conjunto con Pondal en 1890, Pascual Veiga. Como himno se ha llegado a utilizar también la totalidad del poema.

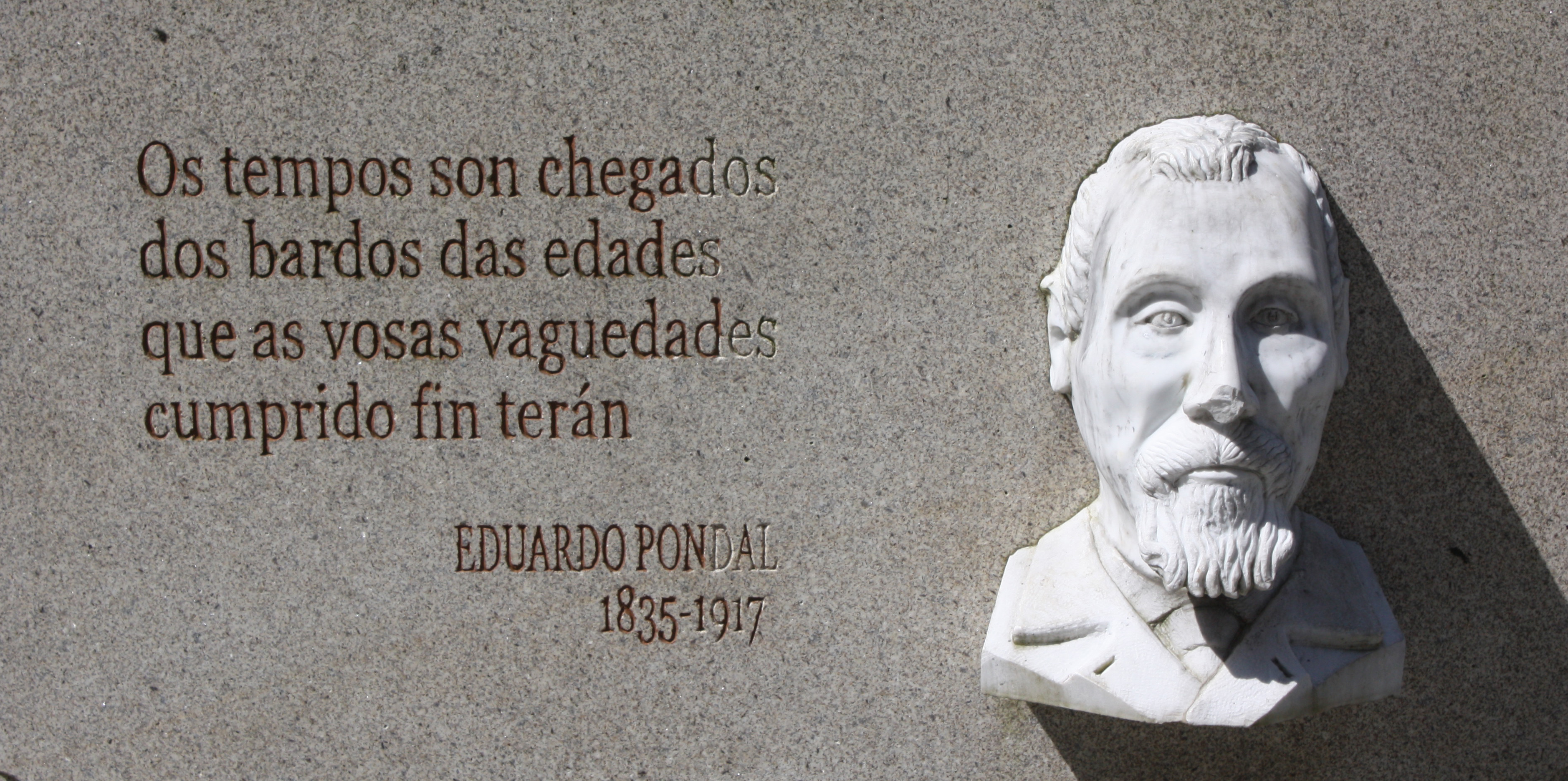
Placa en la plaza Mayor de Lugo

## El poema
El poema está escrito en octava italiana de versos heptasílabos. Forman pareados el segundo y tercer verso, tienen rima libre el primero y el quinto y son agudos y rimados entre sí el cuarto y el octavo y el sexto y el séptimo ajustándose al esquema fijo de -a a b' -c c b'.
Se cree que la sonoridad que da la composición en octavilla italiana en métrica heptasílaba pudiera haber influido en Xosé Fontenla Leal para su selección como himno gallego.
Abunda la prosopopeya (figura retórica que otorga facultades de seres animados y vivos a objetos) que implica al poema en el ambiente cultural e idiosincrasia del pueblo gallego. Identifica a la tierra, la patria, con los elementos que se hallan en ella, los árboles, los pinos, la luz de la luna, el verdor de los montes, el suelo...
Como en el resto de la obra de Pondal en este poema no aparece el nombre de «Galicia» que es sustituido por las vinculaciones con Breogán, como padre de la patria gallega. Se nombra el «hogar de Breogán» en la segunda estrofa; la «nación de Breogán» en la cuarta estrofa, la «región de Breogán» en la quinta, el «rebaño de Breogán» en la sexta, las «hijas de Breogán» la séptima, «arpa de Breogán» en la octava, «armas de Breogán» en la novena y del «solar de Breogán» en la décima estrofa, para hacer referencia siempre a Galicia.
La utilización del lenguaje figurado, haciendo uso de las similitudes, nombrando el «todo» por la parte o por su causa, evoca el pasado glorioso de los orígenes celtas en contraposición al presente y la ilustración de un futuro para el cual se pide un cambio.
| Gallego | Castellano |
| --- | --- |
| Que din os rumorosos na costa verdecente ao raio transparente do prácido luar? Que din as altas copas de escuro arume arpado co seu ben compasado monótono fungar? Do teu verdor cinguido e de benignos astros confín dos verdes castros e valeroso chan, non des a esquecemento da inxuria o rudo encono; desperta do teu sono fogar de Breogán. Os bos e xenerosos a nosa voz entenden e con arroubo atenden o noso ronco son, mais sóo os iñorantes e féridos e duros, imbéciles e escuros non nos entenden, non. Os tempos son chegados dos bardos das edades que as vosas vaguedades cumprido fin terán; pois, donde quer, xigante a nosa voz pregoa a redenzón da boa nazón de Breogán. Teus fillos vagorosos en que honor soo late, a intrépido combate dispondo o peito van; se, por ti mesma, libre de indigna servidume e de oprobioso alcume, rexión de Breogán Á nobre Lusitania os brazos tende amigos, ós eidos ben antigos con un punxente afán; e cumpre as vaguedades dos teus soantes pinos duns máxicos destinos, ¡oh, grei de Breogán! Amor da terra verde, da verde terra nosa, acende a raza briosa de Ousinde e de Froxán; que aló nos seus garridos xustillos, mal constreitos, os doces e albos peitos das fillas de Breogán; que á nobre prole insinen fortísimos acentos, non mólidos concentos que ás virxes só ben están; mais os robustos ecos que, ¡oh, patria!, ben recordas das sonorosas cordas das arpas de Breogán. Estima non se alcanza cun vil xemido brando; calquer requer rogando con voz que esquecerán; mais cun rumor xigante, subrime e parecido ao intrépido sonido das armas de Breogán. Galegos, sede fortes, prontos a grandes feitos; aparellade os peitos a glorioso afán; fillos dos nobres celtas, fortes e peregrinos, luitade plos destinos dos eidos de Breogán | ¿Qué dicen los rumorosos, en la costa enverdecida al transparente rayo de la plácida luz de luna? ¿Qué dicen las altas copas de oscuro follaje arpado con su bien acompasado monótono zumbar? De tu verdor ceñido y de benignos astros, confín de los verdes castros y del valeroso suelo, no des al olvido de la injuria el rudo enconamiento; despierta de tu sueño Hogar de Breogán. Los buenos y generosos, nuestra voz entienden y con devoción atienden nuestro ronco sonido, pero solo los ignorantes y los salvajes y los duros, imbéciles y oscuros, no nos entienden, no. Ya llegaron los tiempos de los bardos de las edades en que vuestras vaguedades cumplido fin tendrán; pues, por doquier, gigante nuestra voz pregona la redención de la buena Nación de Breogán. Tus hijos valerosos en los que el honor solo late, a intrépido combate con el pecho dispuesto van; se, por ti misma, libre de indigna servidumbre y de deshonrrado apodo región de Breogán. A la noble Lusitania tiende los brazos amigos, los solares bien antiguos con un pujante afán; y cumple con las vaguedades de tus sonantes pinos de unos mágicos destinos, ¡oh, rebaño de Breogán! Amor de la tierra verde, de la verde tierra nuestra, enciende la raza briosa de Ousinde y de Froxán; más allá de sus llamativos jubones mal cosidos, los dulces y blancos pechos de las hijas de Breogán Que a la noble prole enseñen fortísimos acentos no frágiles conceptos que a las vírgenes van; sino robustos ecos que, ¡oh patria! bien recuerdas de las sonoras cuerdas del arpa de Breogán. La estima no se alcanza con el vil gemido blando pues de quien pide rogando su voz olvidarán; no así al rumor gigante, sublime y parecido del intrépido sonido de las armas de Breogán. Gallegos, sed fuertes, prestos a grandes hechos; aparejad los pechos a igual glorioso afán; hijos de los nobles celtas, fuertes y peregrinos luchad por los destinos del Solar de Breogán. |

## El himno

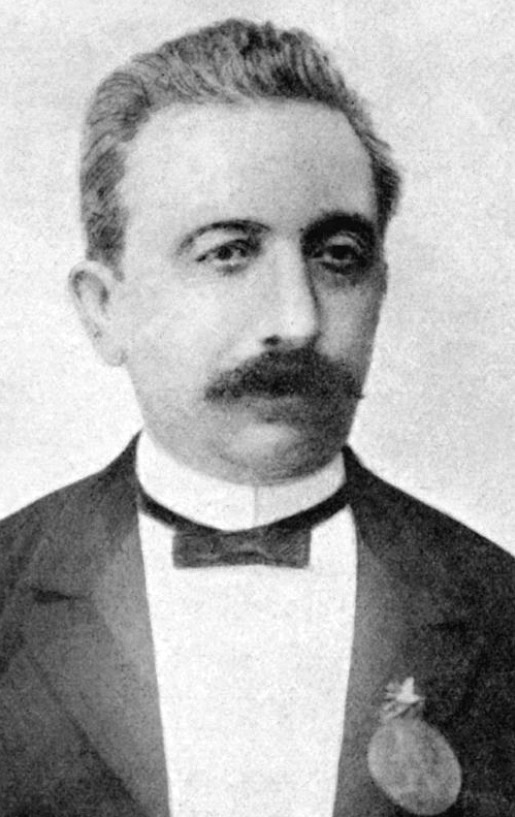
Pascual Veiga, autor de la música del himno gallego

El texto del himno es fruto de la correspondencia que mantuvieron Eduardo Pondal y Pascual Veiga en 1890, en la que el compositor le solicitaba al escritor un texto para una partitura que iba a presentar con motivo de un certamen en el que se iba a elegir el mejor himno gallego para el caso que el premio resultara desierto. Después de varias redacciones, Pondal le envió un primer texto que tituló Breogán. Pascual Veiga le solicitó algunos cambios en la acentuación para adaptarlo rítmicamente a la música que había compuesto.
El texto definitivo se publicó ya como “Os pinos” por primera vez el 22 de mayo de 1890 en un folleto del certamen musical que había convocado el Orfeón n.º 4 de La Coruña para elegir la mejor Marcha Regional Gallega. El texto apareció también en A Monteira de Lugo y en El Eco de Galicia de La Habana. Al final, aunque hubo ensayos, el himno no se interpretó (la mayoría de las versiones de la letra del himno derivan del texto que apareció en la número 18 de la revista Galicia de La Habana en 1905; en 1935 el texto se integró en la segunda edición, realizada por la Real Academia Gallega, de Queixumes dos pinos, base de las versiones modernas del texto).
El 20 de diciembre de 1907 se estrenó en Habana y pasó a ser considerado himno gallego, interpretado en los actos de regionalistas y agraristas tomando popularidad y llegando a ser aceptado y reconocido como tal, imponiéndose a otras propuestas como el Himno de la Acción Gallega. Cuando se prohibió su uso durante la dictadura de Miguel Primo de Rivera, las sociedades gallegas de América intensificaron su interés por su interpretación pública. Durante la Segunda República consiguió un cierto grado de reconocimiento, sin embargo no llegó a ser considerado oficialmente como himno de Galicia. La primera grabación de la que se tiene constancia la realizó el Coro Cantigas y Aturuxos de Lugo el 19 de noviembre de 1918.
Prohibido durante la dictadura franquista, fue apareciendo en la etapa de aperturismo cantándose en actos culturales como una canción más del folclore gallego. Desde 1960 comienza a interpretarse de forma más explícita, aunque disimulando sus aspectos ideológicos. En concreto, se cantaba sólo la primera parte.
En 1975, mientras tenían lugar unos actos folclóricos en la fiesta del Apóstol, la gente comenzó a levantarse de las sillas para entonarlo. Al año siguiente se instauró esta costumbre de manera definitiva en la Plaza de la Quintana, siendo asimismo ratificado por las autoridades competentes y asistentes al acto. Al fin y al cabo, la mayoría de los partidos no nacionalistas lo deberían asumir durante la campaña electoral de 1977.
De las diez estrofas que componen el poema en el actual himno en vigor se usan, solamente, las cuatro primeras. Incluso, de estas, las dos últimas han sido censuradas en diversas ocasiones históricas. Aun cuando el mensaje que el poema da se entiende desde las primeras estrofas, es conveniente que la interpretación se realice teniendo en cuenta la integridad de la obra.
En 1890, cuando fue escrito el poema original, aún no existía una norma ortográfica establecida del idioma gallego. La letra del himno oficializada en 1984 siguió la normativa ortográfica vigente (Normas Ortográficas y Morfolóxicas del Idioma Gallego) en dicho año, por lo que, consecuentemente, existen ciertas diferencias gráficas entre la letra del himno y la versión original del poema de Eduardo Pondal.
| Letra original de 1890 Que din os rumorosos Na costa verdecente, Ó rayo trasparente, Do prácido luar...? Que din as altas copas D'escuro arume arpado, Co seu ben compasado, Monótono fungar...? Do teu verdor cingido, É de benígnos astros, Confin dos verdes castros, E valeroso clán, Non dés a esquecemento, Da injuria o rudo encono; Despérta do teu sono, Fogar de Breogán. Os boos e generosos, A nosa voz entenden; E con arroubo atenden, O noso rouco son; Mas, sós os ignorantes, E férridos e duros, Imbéciles e escuros No-nos entenden, non. Os tempos son chegados, Dos bardos das edades, Q'as vosas vaguedades, Cumprido fin terán; Pois donde quer gigante, A nosa voz pregóa, A redenzón da bóa Nazón de Breogán. | Letra de 1984 Que din os rumorosos na costa verdecente, ao raio transparente do prácido luar? Que din as altas copas de escuro arume arpado co seu ben compasado monótono fungar? Do teu verdor cinguido e de benignos astros, confín dos verdes castros e valeroso chan, non des a esquecemento da inxuria o rudo encono; desperta do teu sono fogar de Breogán. Os bos e xenerosos a nosa voz entenden e con arroubo atenden o noso ronco son, mais sóo os iñorantes e féridos e duros, imbéciles e escuros non nos entenden, non. Os tempos son chegados dos bardos das edades que as vosas vaguedades cumprido fin terán; pois, donde quer, xigante a nosa voz pregoa a redenzón da boa nazón de Breogán. | Letra de 1984 (castellano) ¿Qué dicen los rumorosos, en la costa enverdecida al transparente rayo de la plácida luz de luna? ¿Qué dicen las altas copas de oscuro follaje arpado con su bien acompasado monótono zumbar? De tu verdor ceñido y de benignos astros, confín de los verdes castros y del valeroso suelo, no des al olvido de la injuria el rudo enconamiento; despierta de tu sueño Hogar de Breogán. Los buenos y generosos, nuestra voz entienden y con devoción atienden nuestro ronco sonido, pero solo los ignorantes y los salvajes y los duros, imbéciles y oscuros, no nos entienden, no. Ya llegaron los tiempos de los bardos de las edades en que vuestras vaguedades cumplido fin tendrán; pues, por doquier, gigante nuestra voz pregona la redención de la buena Nación de Breogán. |

## Interpretación
El poema gira sobre la figura de Breogan, rey celta considerado el padre mitológico del pueblo gallego, el Hogar de Breogán (en gallego fogar de Breogán) o la Nación de Breogán (en gallego Nazón de Breogán) es Galicia. De esta forma Pondal denomina a Galicia en el poema.
El mensaje es netamente nacionalista llamando a Galicia, a la Nazón de Breogán, a despertar y a no olvidar, a luchar por la libertad haciendo hincapié en la unidad de los gallegos y extendiendo esa unidad a Lusitania, a Portugal. Es un mandato continuo para que Galicia cambie su rumbo.
El poema empieza con dos interrogantes que se hacen al lector. En la primera estrofa se pregunta qué dicen os rumorosos (los rumorosos) al rayo de luz de luna mientras en la segunda pregunta sobre lo que dicen as altas copas. Los rumorosos son los pinos, los árboles, que se sitúan en la verde zona costera, la esencia ancestral del pueblo gallego que se representa por los árboles. Las preguntas buscan un medio de expresión, muy gallego, que busca unir e identificar a la Galicia actual con la histórica.
La respuesta, que se da en el quinto verso de la segunda estrofa, es el no olvidar las injurias que han cometido con Galicia y del trato que le han dado, pidiendo que despierte de su sueño. La respuesta se da a Galicia, no al lector ni al poeta.
En la tercera estrofa se realiza la separación de quienes son favorables a Galicia y a los gallegos y quienes no. Os bós e xenerosos a nosa voz entenden... (los buenos y generosos nuestra voz entienden... mientras que iñorante, feridos, rudos, imbéciles e oscuros non nos entenden, non (los ignorantes, salvajes, rudos, imbéciles y oscuros no nos entienden, no).
La cuarta estrofa es un canto a la esperanza, donde se afirma que ha llegado el tiempo de la redención de la nación gallega y el fin de las vaguedades que la han atado. La figura del bardo celta que narra las hazañas de los héroes celtas que lucharon por su independencia.
La ética castrense se refleja en la quinta estrofa alardeando del valor y la nobleza de los gallegos en la lucha, donde puede significar la lucha por el bienestar allá donde se hallen y por lo tanto la inmigración y el trabajo. Se pide, seguidamente, que sin ayuda foránea, Galicia sea libre de servidumbres.
El reconocimiento de Lusitania (Portugal) como parte antigua de la nación celta y la invitación al reencuentro.
El amor a la tierra, al solar patrio, es expresado en la sexta estrofa, el papel de la mujer que se reclama fundamental como lo fueron las mujeres celtas en las luchas por la libertad. Las mujeres tienen la voz de la educación de las nuevas generaciones de gallegos y a ellas se exhorta para que los hijos se eduquen en los valores de la cultura gallega. Los sonidos que todavía la patria recuerda de las cuerdas del arpa de Breogán, no son más que las voces de aquellas mujeres celtas recias, fuertes y sacrificadas.
La estima no se puede alcanzar con gemidos y peticiones, sino al contrario, mediante la unidad y la lucha.
La décima y última estrofa llama a los gallegos a luchar por su propio destino. Les pide fuerza y preparación para la lucha, hace la ligazón directa con los nobles celtas de quien descienden.
El poema, que luego será himno, tiene un mensaje explícito y claro, enraizado en la idiosincrasia del pueblo gallego y en su historia mitológica, muy inteligible por el pueblo común sin demasiado esfuerzo.
Pondal expresa en poema una explicación total de Galicia, va desgranando cada elemento que corresponde a diferentes aspectos de la realidad social, habla del fogar (hogar) con concepto patria, de nazón (nación) como estructura sociopolítica, rexión (región) como ámbito, arpas como cultura, educación, fillas (hijas) como mujer y su papel en la sociedad, grei (grey, rebaño) como población, pueblo, armas como defensa o lucha y eidos (solar, campos) en referencia al territorio. En el poema se va tratando estrofa por estrofa cada uno de estos aspectos ligando los cambios a realizar para la liberación de Galicia al pasado celta del que se supone es el origen gallego.
La tercera y cuarta estrofa tienen una especial implicación en la vida gallega y algunas de sus frases se han utilizado como clichés para expresar y definir situaciones históricas o cualidades humanas. Os tempos son chegados y os bós e xenerosos se utilizan habitualmente en discursos y artículos de políticos e intelectuales con ese fin.